# Mickie Most
Mickie Most, nato Michael Peter Hayes (Aldershot, 20 giugno 1938 – Londra, 30 maggio 2003), è stato un produttore discografico britannico.
Nel corso della sua carriera ha lavorato con The Animals, Herman's Hermits, The Nashville Teens, Donovan, Lulu, Suzi Quatro, Hot Chocolate, Arrows, Racey e The Jeff Beck Group. Ha fondato nel 1969 l'etichetta discografica Rak Records.